# Avenida Lafayette (línea de la Calle Fulton)
La  Avenida Lafayette es una estación en la línea de la Calle Fulton del Metro de Nueva York de la división B del Independent Subway System. La estación se encuentra localizada en Fort Greene, Brooklyn entre la Avenida South Portland y la Calle Fulton. La estación es servida en varios horarios por los trenes del Servicio  y .